# Rudolf Mumprecht
Rudolf Mumprecht (* 1. Januar 1918 in Basel; † 25. Juli 2019 in Bern) war ein Schweizer Zeichner und Maler.

## Leben
Mumprecht wurde in Basel geboren und wuchs in Bern auf. Erst während seiner Lehre zum Kartografen, die er 1938 als Zeichner-Lithograf abschloss, setzte er sich vertieft mit bildnerischen Gestaltungsformen auseinander. Während des Aktivdienstes im Zweiten Weltkrieg bildete er seine künstlerischen Fähigkeiten autodidaktisch weiter aus. Es entstanden gegenständliche Zeichnungen, zumeist Landschaften und Porträts. Zusammen mit Eugen Jordi und Emil Zbinden malte und zeichnete er von 1951 bis 1953 den Kraftwerkbau auf der Grimmsel. Von 1949 bis 1954 lebte er in Paris, wo vor allem Lithografien und Aquatinta-Blätter entstanden. Bei einem weiteren Aufenthalt in Paris-Versailles zwischen 1960 und 1964 schuf er die ersten grossformatigen Bilder.
Nach seiner Rückkehr in die Schweiz 1964 lebte und arbeitete Mumprecht in Köniz und seit 1986 auch in Brione sopra Minusio. Am 25. Juli 2019 ist er im Berner «Burgerspittel Viererfeld» gestorben. Mumprechts Nachlass befindet sich in der Burgerbibliothek Bern.

## Schaffen
Mit dem ersten Paris-Aufenthalt begann eine lange Zeit des Suchens und Experimentierens, die Mumprecht immer mehr zur Abstraktion führten. Die informelle Malerei und die damit verbundene Befreiung der Linie stellte den Anschluss an die internationale Entwicklung her: die ab 1954 entstandenen Werke fügten sich bruchlos in die zeitgenössische Kunstströmungen des Tachismus und des abstrakten Expressionismus ein. Obwohl er mit seinem gestischen Schaffen zur Avantgarde gehörte, schloss er sich keiner dieser Bewegungen an, sondern blieb ein Einzelgänger.
Um 1970, nachdem er seine Möglichkeiten in der gestischen Malerei erprobt hatte, gelangte Mumprecht mit Schrift- und Sprachbildern, der peinture d`écriture zu einem eigenständigen künstlerischen Ausdruck. In ihrer Mehrsprachigkeit überschritten seine Bilder kulturelle Grenzen. Die geschriebene Aussage wurde zum Kern des Kunstwerkes.

## Werkbeispiel
- 1959–1961: Pflug, Zollikofen[3]

## Schenkungen
- 1992: Museum der Stadt Locarno: Das gesamte Werk der Radierungen von 1944 bis 1992 (480 Radierungen)
- 2002: Burgerbibliothek Bern: Figurative Miniatur-Zeichnungen aus den Jahren 1945–1947, 300 Eulen-Karikaturen aus den Jahren 1960–1980, 55 Skizzenbücher, Entwürfe und Studien für verschiedene Projekte sowie 1200 «lettres sans adresses», eine ständig wachsende Sammlung von Aufzeichnungen ohne Ordnung auf A4 Blättern (Teilnachlass)

## Auszeichnungen (Auswahl)
- 2003:  Ehrengabe der UBS-Kulturstiftung Zürich
- 1998:  Kulturpreis der Burgergemeinde Bern
- 1995:  Preis Paul Haupt AG Bern
- 1985:  Les meilleures affiches suisses
- 1983:  Prix de la Fondation Wilhelm Gimmi Lausanne

## Ausstellungen (Auswahl)
- 2013:  Kunstmuseum Bern, Hommage à Mumprecht. Zwischen den Worten – entre les paroles – fra le parole
- 2012:  Kunsthaus Interlaken, Pendants Parlants
- 2010:  Museo Elisarion, Comune di Minusio (Locarno), Musica-Segni–Linguaggio
- 2009:  Schule für Gestaltung Bern, Mumprecht. Wortlaboratorium
- 2008:  Casorella Città di Locarno, L'opera incisa
- 2008:  Kunstmuseum Bern, «weiß schwarz rot»
- 2006:  Köniz, Bilder-Installation im Lichthof der Gemeindeverwaltung
- 2002:  Wildhaus, Stiftung Sunnehus
- 2002:  Stiftung Geigenbauschule Brienz
- 2002:  Kunstmuseum Bern, Bibliothèque insolite (anlässlich der Schenkung an die Burgerbibliothek Bern)
- 2000:  Stiftung Schloss Spiez, Bild Text Klang
- 1998:  Pinacoteca Casa Rusca, Città di Locarno, L’opera incisa
- 1995:  Musée des Beaux-Arts, La Chaux-de-Fonds, Œuvres récentes
- 1996:  Galleria del Credito Valtellinese, Milano, Antologia
- 1990:  Abbatiale Bellelay, Grands formats
- 1988:  Musée de la ville Martigny, 50 ans de dessins
- 1982:  L’oeuvre gravé  Musée de la ville de Martigny
- 1972:  Kunsthalle Bern, Schriftbilder
- 1973:  Tableaux écrits Musée des beaux-arts Grenoble
- 1960:  Galerie Berggruen, Paris, Monotypes